# Relicanth
Relicanth és una de les espècies que apareixen a la franquícia Pokémon.